# Саратовский радиотелецентр РТРС
Саратовский областной радиотелевизионный передающий центр (Саратовский радиотелецентр РТРС, филиал РТРС «Саратовский ОРТПЦ») — подразделение Российской телевизионной и радиовещательной сети, основной оператор эфирного цифрового и аналогового телевизионного и радиовещания в Саратовской области, единственный исполнитель мероприятий по строительству цифровой эфирной телесети в Саратовской области в соответствии с федеральной целевой программой «Развитие телерадиовещания в Российской Федерации на 2009—2018 годы».
Филиал РТРС «Саратовский ОРТПЦ» обеспечивает 20-ю обязательными общедоступными телеканалами и тремя радиостанциями, входящими в состав первого и второго мультиплексов цифрового эфирного телевидения, 98,35 % жителей Саратовской области.
До перехода на цифровое эфирное телевидение в районах Саратовской области можно было принимать от двух до пяти аналоговых программ. Глава Минцифры России Константин Носков высоко оценил действия участников перехода на цифровое телевидение в Саратовской области.
13 декабря 2023 г филиал РТРС «Саратовский ОРТПЦ» победил в XXI смотре-конкурсе по охране труда Саратовской области в сфере связи.

## История

### Начало радиовещания
5 июля 1926 года в Саратове впервые вышла в эфир радиовещательная станция. В журнале «РАДИО ВСЕМ» от 13 июля 1926 года сообщалось: «Станция имеет мощность 50 ватт и будет работать на волне в 700 метров. Постановлением Саратовского Совета ОДР станция названа именем тов. Халепского (Начальник Военно-технического управления и Зам. Председателя Совета ОДР СССР)».
С 8 ноября 1926 года станция транслировала радиопередачи на постоянной основе. В этот день «Саратовские вести» разместили у себя новость "В 7 часов вечера состоялось открытие саратовской широковещательной станции".
Первые приемные радиоустановки и громкоговорители были смонтированы на теплоходах в 1925 году. Теплоходы с громкоговорящими установками курсировали по Волге в районе Саратова. Для знакомства населения с новой технологией распространения информации энтузиасты и члены саратовской ячейки Общества друзей радио создавали в удаленных селах и деревнях временные передвижные радиостанции.
В 1929—1931 годах была построена радиостанция РС-3 на Кумысной Поляне. Радиостанция транслировала передачи из Москвы и местные для Саратовской и Пензенской областей. В 1942 году во время Сталинградской битвы, станция РС-3 транслировала передачи для Украины. Это было украинское радио имени Тараса Шевченко. После Курской дуги украинское вещание было переведено на запад России.
После 1945 года РС-3 получила новую частоту — 340 кГц (длина волны — 882,4 метра), а с 1968 года станция была переведена на СВ-частоту 630 кГц. До 1 августа 1964 года с объекта транслировалась Первая программа Всесоюзного радио, затем — радиопрограммы «Маяк» (до сентября 1991 года), «Радио-1» (до 10 мая 2000 года) и снова «Маяк» (с февраля 2001 по 31 декабря 2008 года).

### Начало телевещания
История развития телевизионного вещания в Саратовской области начинает свой отчёт с 1955 года. Саратов вошёл в число первых 27 городов, в которых Постановлением Совета министров СССР от 15 сентября 1955 года № 1689 «О мероприятиях по дальнейшему развитию телевизионного вещания в СССР» было принято решение о строительстве телевизионного центра и ретрансляционной станции.
В декабре 1955 года было составлено проектное задание на строительство однопрограммного телевизионного центра в Саратове с типовой передающей радиостанцией, аппаратно-студийным комплексом, телекинопроекционной и передвижной станцией ПТС-52.
1 мая 1957 года строительство телевизионной башни на Лысой Горе г. Саратова было завершено.
5 ноября 1957 года саратовский телецентр выдал в эфир первые передачи местной студии и были показаны несколько кинофильмов. Регулярное телевизионное вещание началось 29 ноября 1957 года. Как показали пробные сеансы, дальность передач достигала 150 километров.
В марте 1958 года Саратовский телецентр был официально принят в эксплуатацию. Телевизионные передачи транслировались в черно-белом изображении на первом телевизионном канале. Сигнал от студии на передатчик подавался по радиорелейной линии.

### Строительство региональной сети вещания
Строительство мощного типового телецентра стало отправной точкой для развития региональной сети вещания. В районах области начали появляться радиотелевизионные передающие станции, увеличивалось количество транслируемых телевизионных и радиоканалов.
В 1965 году была построена радиорелейная линия Тамбов — Саратов, которая обеспечила передачу Первой программы. В декабре 1966 года Саратовский телецентр начал вещание Второй программы на 5 ТВК.
В 1960 году были построены первые маломощные ретрансляторы Вольске и Петровске.
В период с 1964 года по 1968 годы были построены две радиорелейные линии: Тамбов — Саратов, включающая станции Ртищево, Екатериновка, Аткарск, Озерки, Вязовка, Саратов; и радиорелейная линия Ртищево — Аркадак — Балашов.
30 мая 1969 года Саратовский телецентр реорганизован в Саратовскую областную радиотелевизионную станцию (Приказ Минсвязи СССР № 255 от 07 апреля 1969 года).
В 1971 году в рабочем поселке Пинеровка была построена радиотелевизионная передающая станция с антенной опорой 350 м. Станция обеспечивала вещание на г. Балашов и его окрестности. Вещание велось передатчиком мощностью 25 кВт на 10 ТВК. В январе 1980 года был введен в действие второй передатчик мощностью 25 кВт, который обеспечил вещание Второй программы на 8 ТВК.
В январе 1974 года введена в эксплуатацию радиотелевизионная передающая станция в г. Ершове с антенной опорой высотой 350 метров. Телевизионное вещание Первой и Второй программы Центрального телевидения обеспечивали передатчики мощностью 50 кВт.
Первая трансляция цветного изображения в Саратове состоялась 1 мая 1976 года.
В 1977 году завершилось строительство радиотелевизионной передающей станции (РТПС) в селе Широкий Буерак Вольского района с антенной опорой высотой 250 метров. РТПС обеспечивала вещание на Балаково и его окрестности. Передатчик мощностью 5 кВт на 11 телевизионном канале вещал Первую программу, вещание Второй программы на РТПС было начато в 1983 году на 28 ТВК.
В 1987 году в районном центре Александров Гай введена в эксплуатацию РТПС с антенной опорой высотой 250 метров. Телевизионные передатчики мощностью 5 кВт обеспечивали вещание Первой и Второй программ Центрального телевидения на 4 ТВК и 6 ТВК. В 1988 году на станции были установлены передатчики для вещания двух радиостанций: Первая программа Всесоюзного радио и Юность. В том же году была построена и введена в эксплуатацию радиорелейная линия Ершов — Александров Гай.
В декабре 1987 года в районном центре Перелюб построена РТПС с антенной опорой высотой 250 метров. Передатчик мощностью 20 кВт обеспечивал телевещание на 39 ТВК. В ноябре 1990 года на РТПС был установлен передатчик для вещания Второй программы на 22 ТВК.
С 1985 года Саратовский телецентр начинает применять для доставки телевизионного сигнала спутниковые каналы. В декабре 1985 года были установлены первые две станции в районных центрах Саратовской области: Красный Кут и Красноармейск. До этого там использовали эфирный переприем из Ершова и Саратова соответственно. Применение спутниковых станций позволяло получать сигнал, соизмеримый по качеству с сигналом радиорелейной линии, но при этом не требовался персонал для поддержания в работоспособном состоянии всей цепочки станций радиолиний.
В 1986 году спутниковые станции заработали на ретрансляторах в населенных пунктах Лесная Неёловка, Каменский, Дьяковка, Большие Копены. В период с 1987 по 1993 годы маломощные необслуживаемые ретрансляторы, состоящие из передатчика и спутникового комплекта, были установлены в Лысые горы, Балтай, Новые Бурасы, Степное, Атаевка, Асметовка, Бакуры, Большая Рельня, Белгаза, Березовка, Воронцовка, Гусево, Двоенки, Динамо, Донгуз, Золотое, Ключи, Колокольцовка, Нижняя Банновка, Маркс, Рекорд, Тракторный, Урицкое, Чадаевка.
В 1994 году завершено строительство радиорелейной линии Родиновка — Пугачев — Ивантеевка — Черемушный — Перелюб.
С середины 1990-х годов в крупных городах и районных центрах области начало увеличиваться число транслируемых телевизионных программ.
В Саратове начали транслироваться телеканалы «Славия-Видео» (сначала самостоятельно, затем с сетевым партнёром ТВ-6), «2-я Садовая», НТВ, «Телеком ТВ» (сокращённо — «ТТВ», с 2008 года — «СТС-Саратов»), «ИВК Солнечный» (просто — «ИВК», с 2003 года — «ТНТ-Саратов»), «Независимое саратовское телевидение» (сокращённо — «НСТ», с 2006 года — «РЕН ТВ-Саратов»), ТВ Центр. В Балакове были основаны «РИА Экспресс» (также — «ТВ Экспресс», позднее — «ТНТ-Экспресс») и «Свободное телевидение» (сокращённо — «СТВ»), которые транслировались с РТПС в Широком Буераке. В районных центрах Саратовской области организовано вещание НТВ (сеть вещания которого составила 19 пунктов) и «ТВ Центр» (18 пунктов вещания).
В начале-середине 2000-х годов Саратовский ОРТПЦ начал вещание в областном центре телеканалов ТВ-6 (затем ТВС и «Спорт»), 7ТВ, ТВ-3, «Культура», MTV Россия и «Волжская волна» (сейчас — телеканал «Ю»). В Балакове вышли в эфир «СТС-Балаково» и «РЕН ТВ-Балаково».
С 1 января 1999 года федеральное государственное унитарное предприятие связи Саратовский областной радиотелевизионный передающий центр реорганизован в филиал федерального государственного предприятия Всероссийская государственная телевизионная и радиовещательная компания «Саратовский областной радиотелевизионный передающий центр».
С 1 января 2002 года филиал федерального государственного унитарного предприятия Всероссийская государственная телевизионная и радиовещательная компания «Саратовский областной радиотелевизионный передающий центр» выделен из ВГТРК и создан филиал федерального государственного унитарного предприятия Российская телевизионная и радиовещательная сеть «Саратовский областной радиотелевизионный передающий». В 2001 году с образованием РТРС «Саратовский ОРТПЦ» вошел в его состав, став одним из 77 филиалов.
Итогом многолетней работы нескольких поколений саратовских связистов по созданию и развитию аналогового телевизионного вещания в Саратовской области стала разветвленная сеть, состоящая из 57 станций аналогового вещания. До внедрения цифрового эфирного телевидения в Саратове и Балаково было доступно в эфире 16 аналоговых телеканалов. Жители населенных пунктов, удаленных от Саратова и Балаково, могли принимать от двух до пяти телеканалов.

## Деятельность

### Перевод региональной сети вещания на цифровой формат
В 2011 и 2016 годах РТРС и правительство Саратовской области подписали соглашения о сотрудничестве в области развития телевидения и радиовещания в регионе.
В 2011—2018 годах РТРС создал в Саратовской области сеть цифрового эфирного телерадиовещания из 48 передающих станций. Из них были построены с нуля 35 объектов, остальные 13 — это модернизированные, ранее действовавшие объекты. Строительство велось в соответствии с федеральной целевой программой «Развитие телерадиовещания в Российской Федерации на 2009—2018 годы».
23 декабря 2013 года началось тестовое вещание первого мультиплекса в Саратове. В этот же день РТРС открыл в г. Саратове центр консультационной поддержки зрителей цифрового эфирного телевидения. К июлю 2014 года передатчики первого мультиплекса были включены на 12 пунктах вещания, а к октябрю 2015 года — ещё на 29.
7 мая 2015 года РТРС начал трансляцию второго мультиплекса одновременно на трех станциях: Саратов, Широкий Буерак (Вольский район), Пинеровка (Балашовский район).
1 декабря 2016 года было завершено строительство всех объектов вещания сети первого мультиплекса.
1 июля 2017 года РТРС начал включение программ филиала ВГТРК ГТРК «Саратов» в каналы первого мультиплекса «Россия 1», «Россия 24» и «Радио России».
29 декабря 2018 года в Саратовской области сеть цифрового телевидения заработала в полном объёме. Вещание двух мультиплексов велось на всех 48 объектах. Цифровой телесигнал стал доступен для 98,35 % населения региона. Вне зоны охвата цифрового наземного вещания находится 301 населенный пункт Саратовской области.
Переход на цифровое телерадиовещание отмечался проведением культурно-массовых и спортивных мероприятий. 21 сентября 2019 года в парке Победы на Соколовой горе Саратова был проведен цифровой забег.
Специалисты Саратовского радиотелецентра провели специальные инструктажи для 2082 волонтеров и 40 операторов «горячей линии», которые помогали жителям Саратовской области настроить прием цифрового телевидения.
Региональная «горячая линия» по переходу на цифровое вещание работала с 1 апреля 2019 года по 31 января 2020 года.
14 октября 2019 года, в соответствии с Планом поэтапного отключения аналогового вещания обязательных общедоступных телерадиоканалов в Саратовской области, было отключено аналоговое вещание федеральных телеканалов. Телеканалы, не входящие в состав мультиплексов, продолжили аналоговое вещание.
1 июня 2025 года прекращена трансляция телеканала «Солнце» на 41 ТВК в Балаково. 
29 ноября 2019 года РТРС провёл тестовую вставку программ телеканала «Саратов 24» в эфир ОТР. С 6 июня 2020 года трансляция телеканала «Саратов 24» в эфире ОТР стала регулярной.
Директор саратовского филиала РТРС Эдуард Тищенко удостоен медали ордена «За заслуги перед Отечеством» II степени «За большой вклад в реализацию проекта по переходу Российской Федерации на цифровой формат телевещания» .

### Развитие радиовещания
Саратовский филиал РТРС транслирует радиостанции «Радио России», «Маяк» и «Вести FM» в FM диапазоне. В 2017-2022 годах благодаря совместной программе РТРС и ВГТРК по развитию радиовещания саратовский филиал РТРС начал транслировать «Радио России» в FM-диапазоне в девяти населенных пунктах региона, радио «Маяк» и «Вести FM» в городах с населением более 100 тысяч человек (Саратов, Энгельс и Балаково). Сигнал передается с объектов связи в Саратове и селе Широкий Буерак.
В декабре 2023 года РТРС начал трансляцию в Саратове сразу двух коммерческих радиостанций  «Релакс ФМ» и «Хит ФМ».
17 мая 2024 года РТРС начал трансляцию радио Гордость в Саратове. 
1 ноября 2024 года радиотелецентр начал трансляцию радиостанции «Маруся ФМ» в Саратове.
1 августа 2025 года радиотелецентр начал трансляцию радиостанции «Хит FM» в Вольске на частоте 96,2 FM  .

## Организация вещания
РТРС транслирует в Саратовской области:
- 20 телеканалов и три радиостанции в цифровом формате.
- два региональных телеканала: «Саратов 24» (перешел на цифровое вещание в 2021 году), «Известия Саратов» (перешел на цифровое вещание в 2023 году) и 24 радиостанции в аналоговом формате.

Инфраструктура эфирного телерадиовещания саратовского филиала РТРС включает:
- областной радиотелецентр;
- семь производственных подразделений;
- центр формирования мультиплексов;
- 49 передающих станций;
- 59 антенно-мачтовых сооружений;
- 107 приемных земных спутниковых станций.[68]